# Sunamganj (zila)
Sunamganj is een district (zila) in de divisie Sylhet van Bangladesh. Het district telt 2 miljoen inwoners en heeft een oppervlakte van 3670 km². De hoofdstad is de stad Sunamganj.

## Bestuurlijk
Sunamganj is onderverdeeld in 10 upazila (subdistricten), 82 unions, 2813 dorpen en 4 gemeenten.
Subdistricten: Bishwamvarpur, Chhatak, Derai, Dharmapasha, Dowarabazar, Jagannathpur, Jamalganj, Tahirpur, Sullah en Sunamganj Sadar